# Arricau (Pyrénées-Atlantiques)
Pour les articles homonymes, voir Arricau.
Arricau est une ancienne commune française du département des Pyrénées-Atlantiques. Entre 1861 et 1866, la commune fusionne avec Bordes pour former la nouvelle commune d'Arricau-Bordes.

## Géographie
Arricau est un village du Vic-Bilh, situé au nord-est du département et de Pau.

## Toponymie
Le toponyme Arricau est mentionné au XIIe siècle (Pierre de Marca), et apparaît sous les formes 
Aricau et Ricau (respectivement 1385 et XIVe siècle, censier de Béarn) et 
Arricau-Viele (1538, réformation de Béarn), 
Saint-Jacques-d’Arricau et Saint-Martin-d’Arricau sur la carte de Cassini (fin XVIIIe siècle)
Selon Michel Grosclaude, le toponyme Arricau serait formé des deux termes gascons, arric (« ravin, thalweg ») et cau (« creux »).
Domengé est une ferme d'Arricau, mentionnée sous la graphie l'ostau de Domenger en 1385 (censier de Béarn).
Nouguès, ancienne ferme d’Arricau, apparaît en 1385 sous la forme Noguer dans le censier de Béarn.
Saint-Martin était un hameau d’Arricau, mentionné en 1863.

## Histoire
Paul Raymond note qu'en 1385, Arricau dépendait du bailliage de Lembeye et comptait 18 feux. Le village englobait alors deux paroisses, Saint-Martin et Saint-Jacques.

## Démographie
| 1793 | 1800 | 1806 | 1821 | 1831 | 1836 | 1841 | 1846 | 1851 |
| ---- | ---- | ---- | ---- | ---- | ---- | ---- | ---- | ---- |
| 250  | 180  | -    | 263  | 213  | 301  | 290  | 269  | 249  |

| 1856 | 1861 | - | - | - | - | - | - | - |
| ---- | ---- | - | - | - | - | - | - | - |
| 231  | 215  | - | - | - | - | - | - | - |

## Culture locale et patrimoine

### Patrimoine civil
Le château d'Arricau est établi depuis le XIVe siècle. L'Inventaire général du patrimoine culturel y a recensé un fer à hosties du XVIIe siècle, un bénitier du XVIIIe siècle ainsi qu'une stèle discoïdale du XVIe siècle.

### Patrimoine religieux
L'église Saint-Jacques est mentionnée dès le XVIe siècle et fut détruite deux siècles plus tard.